# Koshimizu, Hokkaidō
Koshimizu (小清水町 Koshimizu-chō) là thị trấn thuộc huyện Shari, phó tỉnh Okhotsk, Hokkaidō, Nhật Bản. Tính đến ngày 1 tháng 10 năm 2020, dân số ước tính thị trấn là 4.623 người và mật độ dân số là 16 người/km2. Tổng diện tích thị trấn là 287,04 km2.